# GLORY DAYS (175Rの曲)
「GLORY DAYS」（グローリー・デイズ）は、2004年3月3日に東芝EMI（現、EMIミュージック・ジャパン）から発売された175Rのメジャー4枚目のシングルである。

## 概要
- 吉井怜のエピソードに感銘を受けて作られた曲である。
- ジャケットは、漫画家の森田まさのりが、175Rの4人を描き下ろしたものとなっている。

## 収録曲
1. GLORY DAYS (4:06)
2. Story is... (3:56)
3. Reason (4:27)

作詞・作曲：SHOGO　編曲：175R、佐久間正英